# Raga Airport
Raga Airport är en flygplats i Sydsudan. Den ligger i den västra delen av landet, 800 kilometer nordväst om huvudstaden Juba. Raga Airport ligger 558 meter över havet.
Terrängen runt Raga Airport är platt. Trakten runt Raga Airport är nära nog obefolkad, med mindre än två invånare per kvadratkilometer.. Närmaste större samhälle är Raja, 0,55 kilometer söder om Raga Airport.
Omgivningarna runt Raga Airport är huvudsakligen savann.